# (6921) Janejacobs
(6921) Janejacobs ist ein Asteroid des inneren Hauptgürtels, der am 14. Mai 1993 von den japanischen Astronomen Seiji Ueda und Hiroshi Kaneda an der Sternwarte in Kushiro-shi (IAU-Code 399) auf Hokkaidō entdeckt wurde.
Der Asteroid wurde am 13. Juni 2006 nach der kanadischen Sachbuchautorin, Stadt- und Architekturkritikerin Jane Jacobs (1916–2006) benannt, die sich um die Stadtsanierung von Greenwich Village in New York City verdient machte.